# Animal (film, 2005, Bosch)
Pour les articles homonymes, voir Animal (homonymie).
Pour plus de détails, voir Fiche technique et Distribution.
Animal est un film franco-luso-britannique réalisé par Roselyne Bosch, sorti en 2005.

## Synopsis
Dans un futur proche, un jeune généticien idéaliste et ambitieux découvre les gènes de l'agressivité. Il tente de modifier un tueur en série, avant d'être lui-même tenté d'augmenter sa part « animale », à ses risques et périls. Les rôles s'inversent dans ce double « Jekyll et Hyde » revisité. Une jeune femme, éthologue et spécialiste des loups, tentera de sauver le généticien de lui-même. Un conte philosophique sur la part sauvage en nous.

## Fiche technique
- Titre : Animal
- Réalisation : Roselyne Bosch
- Scénario : Roselyne Bosch
- Production : Alain Goldman
- Budget : 11,68 millions d'euros
- Musique : Christian Henson et Joe Henson
- Photographie : Tetsuo Nagata
- Montage : Maryline Monthieux
- Décors : Jacques Rouxel et Clara Vinhais
- Costumes : Chattoune
- Pays d'origine :  France,  Portugal,  Royaume-Uni
- Format : couleur - 1,85:1 - Dolby Digital - 35 mm
- Genre : thriller
- Durée : 103 minutes
- Dates de sortie : 15 octobre 2005 (festival de Chicago), 11 janvier 2006 (France)

## Distribution
- Andreas Wilson (VF : Alexis Victor) : Thomas Nielsen
- Emma Griffiths Malin (en) (VF : Ludmila Ruoso) : Justine Keller
- Diogo Infante (pt) : Vincent Iparrak
- Ed Stoppard : Sébastien Delnick
- Mark Heap : Hugh Getner
- Abdul Salis : Julius Martin
- Juliet Rylance : Maria Nielsen
- Rhoda Montemayor (nl) (VF : Marion Valantine) : Lohan N'Guyen
- David Tristan Birkin (en) : Jake Elliot
- John Standing : Dean Frydman
- Joana Seixas (pt) : Mère à la station
- Natalie Press : Femme enceinte
- Anne Blanchard : Fée
- Alda Gomes : Serveuse blonde
- Jaime Murray : Vendeuse
- Myfanwy Waring : Petite amie du technicien
- Christopher Obi : DJ
- Mercedes Grower : Anesthésiste
- Chiké Okonkwo : Docteur
- Nicky Naudé : Mastodon Jack
- João Amaro : Garde de la forteresse
- António Montez : Père Noël
- Iuri Diogo : Enfant à la station
- Francisco Antunes : Étudiant
- Jorge Henriques : Camionneur
- Catarina Furtado : Femme embrassée
- Clifford De Spenser : Journaliste télé
- Mathias Honoré : Biker au magasin d'électronique
- Filipe Porto : DJ PhiLL

 Source et légende : version française (VF) sur RS Doublage

## Autour du film
- Bien que français, le film fut tourné en anglais à Lisbonne sur les lieux d'Expo 98 en raison de son architecture futuriste.
- Avant de se décider à le réaliser elle-même, le projet est passé entre les mains de réalisateurs tels Costa-Gavras, Paul Verhoeven, et Roland Joffé.